# In Absentia
Az In Absentia a Porcupine Tree hetedik stúdióalbuma, mely 2002. szeptember 22-én jelent meg, és hamarosan híres is lett. Ez a nagylemez áttörés volt az együttes számára, a dalok hangvétele progresszívebbre váltott. Ezen az albumon játszott először az új dobos, Gavin Harrison.
Valószínűleg a szövegeket többek között a nekrofil Dennis Nilsen történetei ihlették – legalábbis nagyon sok hasonlóság fedezhető fel. Mindenesetre az biztos, hogy az album egy őrült férfi érzéseit dolgozza fel.

## Dalok
1. Blackest Eyes (4:23)
2. Trains (5:57)
3. Lips of Ashes (4:39)
4. The Sound of Muzak (4:59)
5. Gravity Eyelids (7:57)
6. Wedding Nails (6:34)
7. Prodigal (5:32)
8. .3 (5:26)
9. The Creator Has a Mastertape (5:21)
10. Heartattack in a Lay By (4:16)
11. Strip the Soul (7:22)
12. Collapse the Light into Earth (5:54)